# Kornte

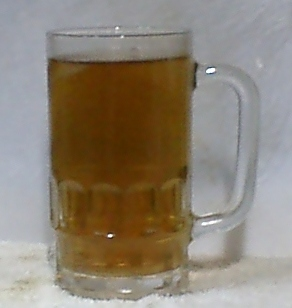
Mugicha.

Kornte (japanska: 麦茶 mugicha; kinesiska: 大麥茶/大麦茶 dàmàichá eller 麥茶/麦茶 màichá; koreanska: 보리차 boricha) är ett koffeinfritt te berett av rostat korn. Drycken är populär i de japanska, kinesiska och koreanska köken. Den används även som en koffeinfri ersättare i det amerikanska köket.